# Arborista

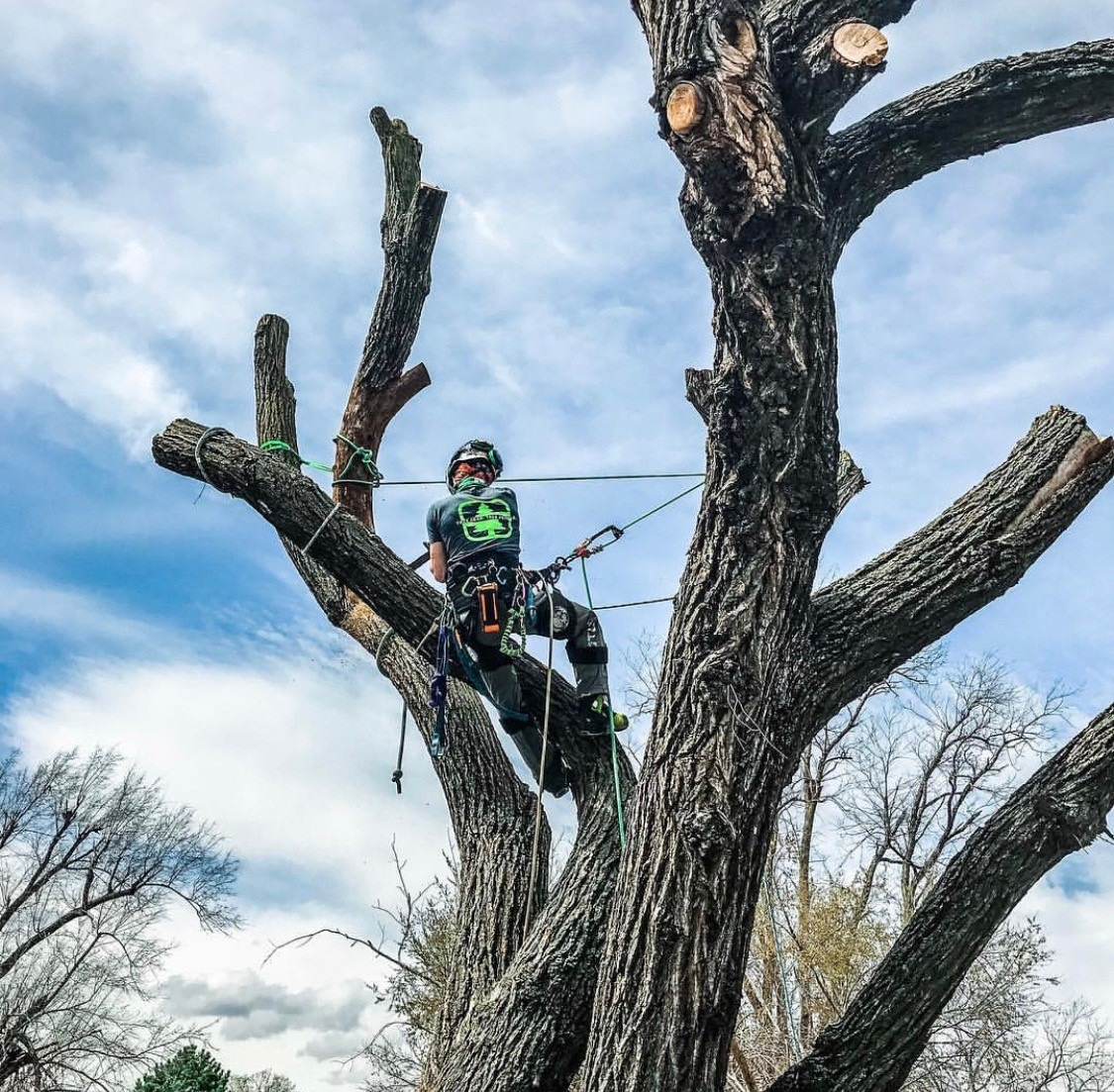
Arborista při práci na stromě

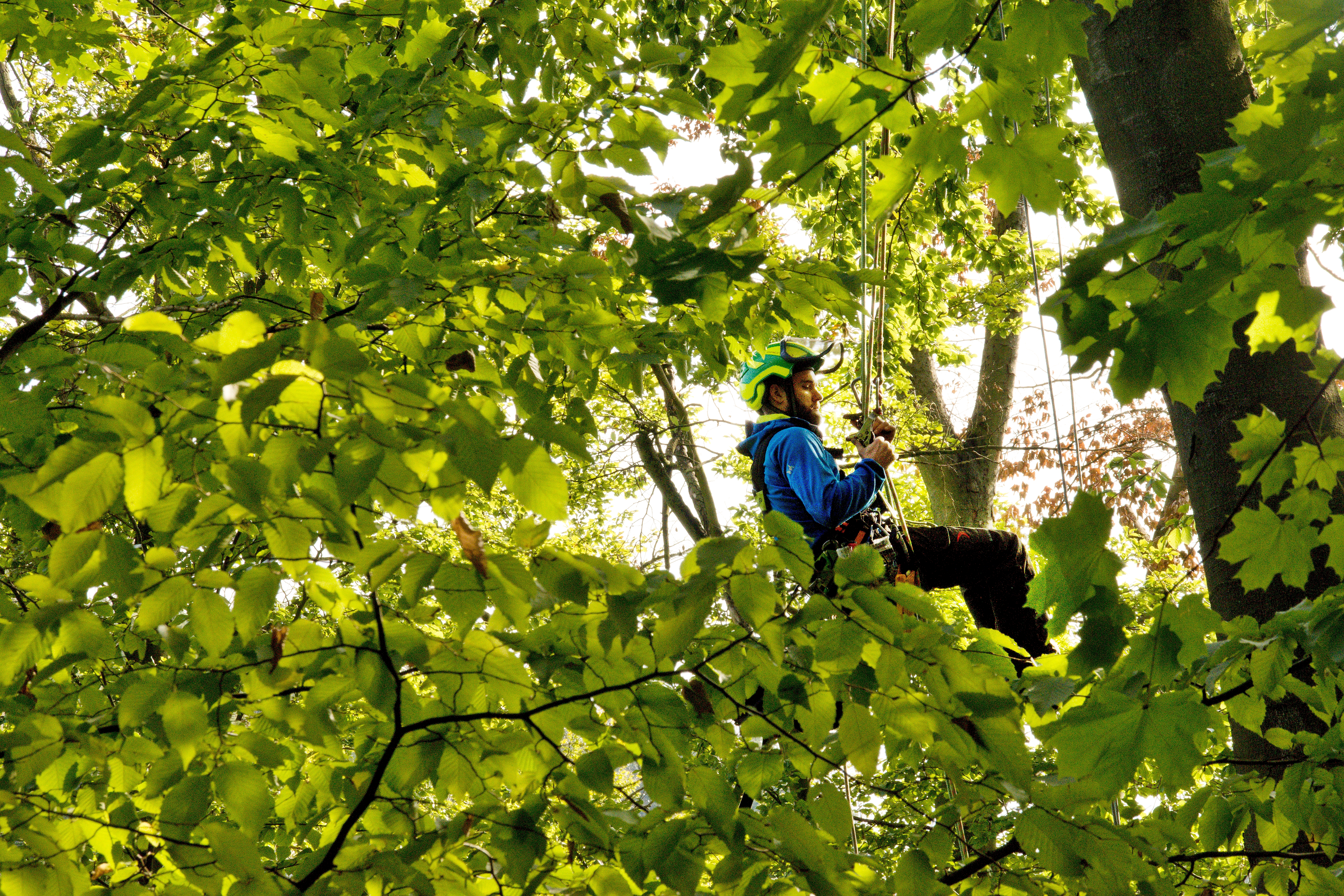
Arborista při práci v lázeňském komplexu v Teplicích nad Bečvou

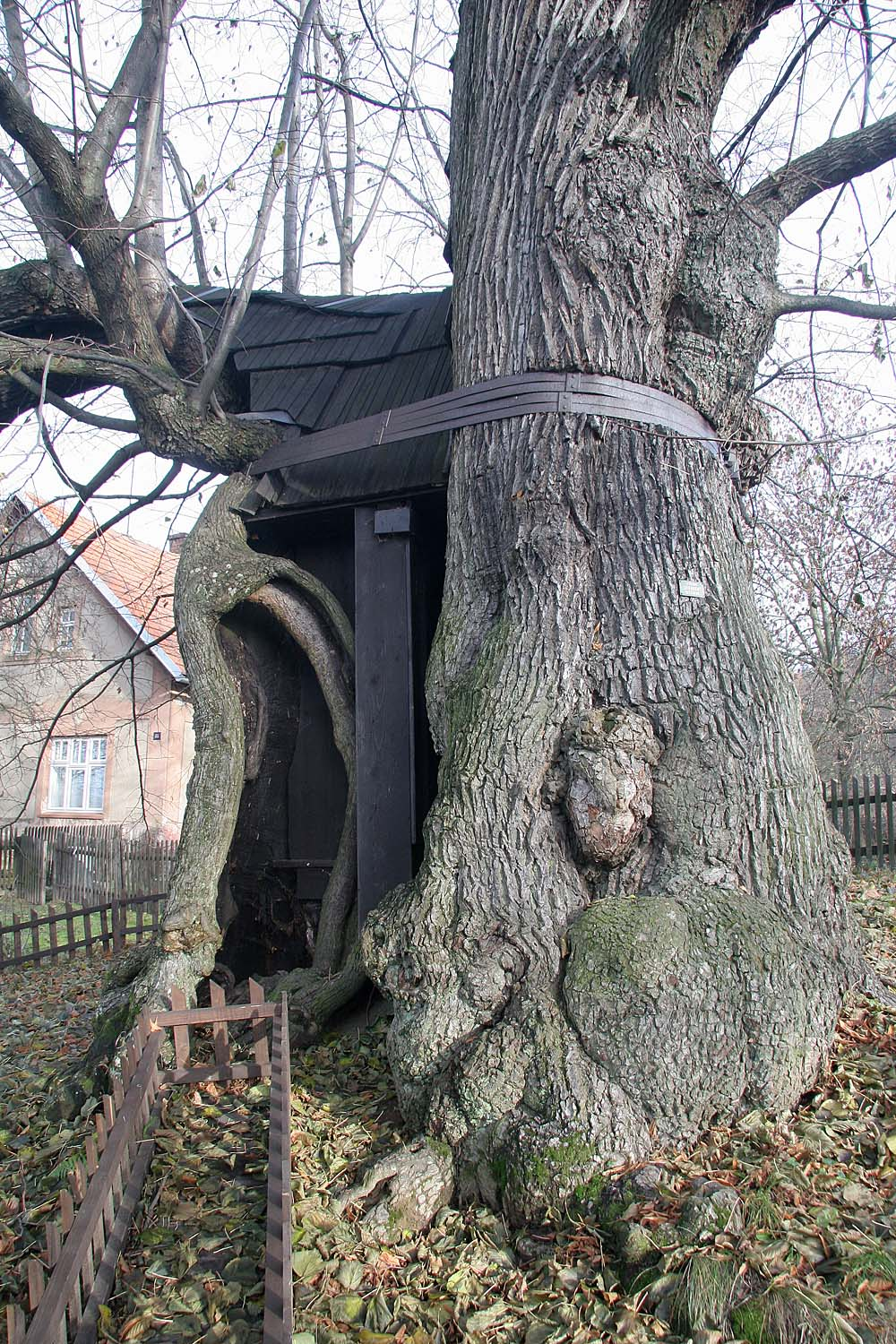
Odborně ošetřený kmen památné Klokočovské lípy

Arborista je odborník v oboru péče o dřeviny rostoucí mimo les, vyhledávaný zejména pro speciální zásahy na dřevinách. Pro práci arboristy jsou vzhledem k rozmanitosti zásahů nezbytné znalosti z dendrologie, fytopatologie, fyziologie, mechaniky a pedologie. Dále je nutná znalost příslušné legislativy, bezpečnosti práce a správního řádu. Typickou náplní práce je provádění pěstebních a stabilizačních opatření (odborný řez, instalace vázání korun apod.), rizikové kácení, ale také výsadba dřevin, ochrana stromů při stavební činnosti nebo hodnocení stavu jednotlivých stromů.

## Arboristika
Arboristika (anglicky arboriculture nebo urban forestry) je věda na pomezí lesnictví a okrasného zahradnictví. Zabývá se komplexní péčí o dřeviny a jejich porosty zejména v urbanizovaném prostředí, příp. speciálními sanačními zásahy na solitérních stromech a ve speciálně založených okrasných výsadbách zvláštního významu v krajině (památné stromy, významné aleje, zámecké parky apod.). Vzhledem ke svému přesahu od péče o jednotlivé stromy až na úroveň komplexního pohledu na celkovou péči o městskou zeleň (se zvláštním důrazem na dřevinné vegetační prvky) je tento obor v anglicky mluvících zemích často označován jako městské lesnictví.

## Certifikační zkoušky
Odborné znalosti a zkušenosti může arborista prokázat složením certifikační zkoušky.
V ČR v současnosti probíhá certifikace ETW – Evropský certifikovaný arborista (stromolezec), probíhající pod záštitou mezinárodní organizace EAC (European Arboricultural Council), certifikace ČCA – Český certifikovaný arborista (ve třech úrovních – technik, stromolezec a konzultant) a mezinárodní certifikace ABA INTERNATIONAL - Arborista 1. úrovně (A1-Tree Climbing, Handsaw Use & Aerial Rescue), Arborista 2. úrovně (A2-Tree Climbing & Aerial Chainsaw Techniques), Arborista 3. úrovně (A3-Aerial Tree Rigging Techniques) a Arborista 4. úrovně (A4-Aerial Tree Pruning Techniques), a mnoho dalších certifikací vhodných pro arboristy - např. Pracovní plošina (M1) a použití motorové pily na plošině (M1A). Komplexní certifikace vysoké kvality arboristů je International Registered Arborist, známá také pod zkratkou Reg.Arb (ABA) Climbing Arborist & Platform Arborist (Mezinárodní registrovaný arborista stromolezec a plošinář) možná pro absolventy bakalářského studia nebo vyšší odborné školy v daném oboru. Školení a certifikace ABA International v České republice zaštiťuje Mendelova univerzita v Brně, SZKT (Sekce péče o dřeviny – SPoD (ISA) pod záštitou Společnosti pro zahradní a krajinářskou tvorbu) a jiné organizace.
Každá z těchto certifikací deklaruje odlišnou oblast i úroveň znalostí a zkušeností: zatímco držitelé certifikátu ETW a ČCA stromolezec při zkoušce prokazují kromě základních znalostí především schopnost bezpečného pohybu a práce v koruně stromu za použití lanových technik, ČCA konzultant se zaměřuje především na vyhodnocování stavu stromů. ČCA technik garantuje základní znalosti v oblasti péče o dřeviny a obecné zahradnické dovednosti spojené s jejich výsadbou a prováděním pěstebních opatření bez použití lanových technik.
ABA A1 praktická zkouška dovedností je zaměřena na stromolezení, užití ruční pilky a záchranu zraněného ve stupačkách i bez, A2 je stromolezení a užití motorové pily při stromolezení, A3 je kácení stromu po částech bez a s lanem, A4 je praktická zkouška řezu stromů. Mezinárodní zkoušky ABA kladou důraz na kvalitu dovednosti, bezpečnost a ochranu zdraví pracovníků.
Ojediněle je možné se v ČR setkat také s certifikáty americké organizace ISA (International Society of Arboriculture).

## Arboristické standardy
V současné době[kdy?] se pracuje na standardizaci postupů užívaných v oblasti péče o stromy rostoucí mimo les, aktuální verze standardů jsou dostupné ze stránek Agentury ochrany přírody a krajiny ČR.